# آلپنس
آلپنس (به اسپانیایی: Alpens) یک شهرستان در اسپانیا است که در بارسلون واقع شده‌است.

## خصوصیات
آلپنس ۱۳٫۸ کیلومترمربع مساحت و ۳۰۳ نفر جمعیت دارد و ۸۵۵ متر بالاتر از سطح دریا واقع شده‌است.